# Hirofumi Suzuki
Hirofumi Suzuki, född 1960 i Tokyo är en japansk tecknare som framfört mycket, men dessutom tecknar han Naruto som är en japansk animerad serie. Han är mycket känd i Japan och kommer säkert att märkas i Sverige också. Hans stil är som Akira Toriyama som ritar animerat också, men hans mest kända verk är De två svartingarna, detta är en animerad film med två feta och roliga typer.